# Клонфертский собор
Клонфертский собор (англ. Clonfert Cathedral) — кафедральный собор Ирландской церкви в Клонферте, графство Голуэй, Ирландия. Находится в церковной провинции Дублин. Ранее собор епархии Клонферта, теперь это один из трёх соборов объединённых епархий Лимерика и Киллало.
Здание было построено в XII веке на месте более ранней церкви VI века, основанной Святым Бренданом, она была связана с основанным им в 563 году монастырём, где он и был похоронен. Деканом собора является достопочтенный Родерик Линдси Смит, который также является архипресвитером ирландских посёлков Киллало, Килфеноры и Килмакдуа.

## Описание
Самая древняя часть церкви датируется примерно 1180 годом. Весьма примечателен проём главного входа в собор, выполненный в раннероманском стиле. В верхней части он состоит из шести ступеней и украшен характерной лепниной, изображающей головы животных и людей, листву и другие элементы. Внешнюю арку проёма обрамляет остроконечного вида капюшон с подобными же барельефами. Восточные окна начала XIII века в алтаре являются образцом позднероманского стиля. Арка алтаря была установлена в XV веке и украшена изображениями трёх ангелов, цветка и русалки, держащей в руках гребень и зеркальце. Поддерживающие арки башни в западной части церкви украшены лепниной XV века. Ризница также датируется XV веком. Ранее у церкви имелся и южный трансепт, в настоящее время находящийся в руинах, а также северный трансепт в готическом стиле, который со временем был удалён.

## Меры по сохранению
Клонфертский собор был включён во Всемирный фонд памятников архитектуры в конце 1999 года. Основное здание из мягкого песчаника сильно выветрилось, предыдущие усилия по консервации не полностью решили все проблемы старинной постройки, а биологическое влияние усугубило ухудшение её состояния. В связи с сокращением финансирования для работ по реставрации и сохранению от самого фонда, корпорация American Express предоставила собственную финансовую помощь.

## Галерея

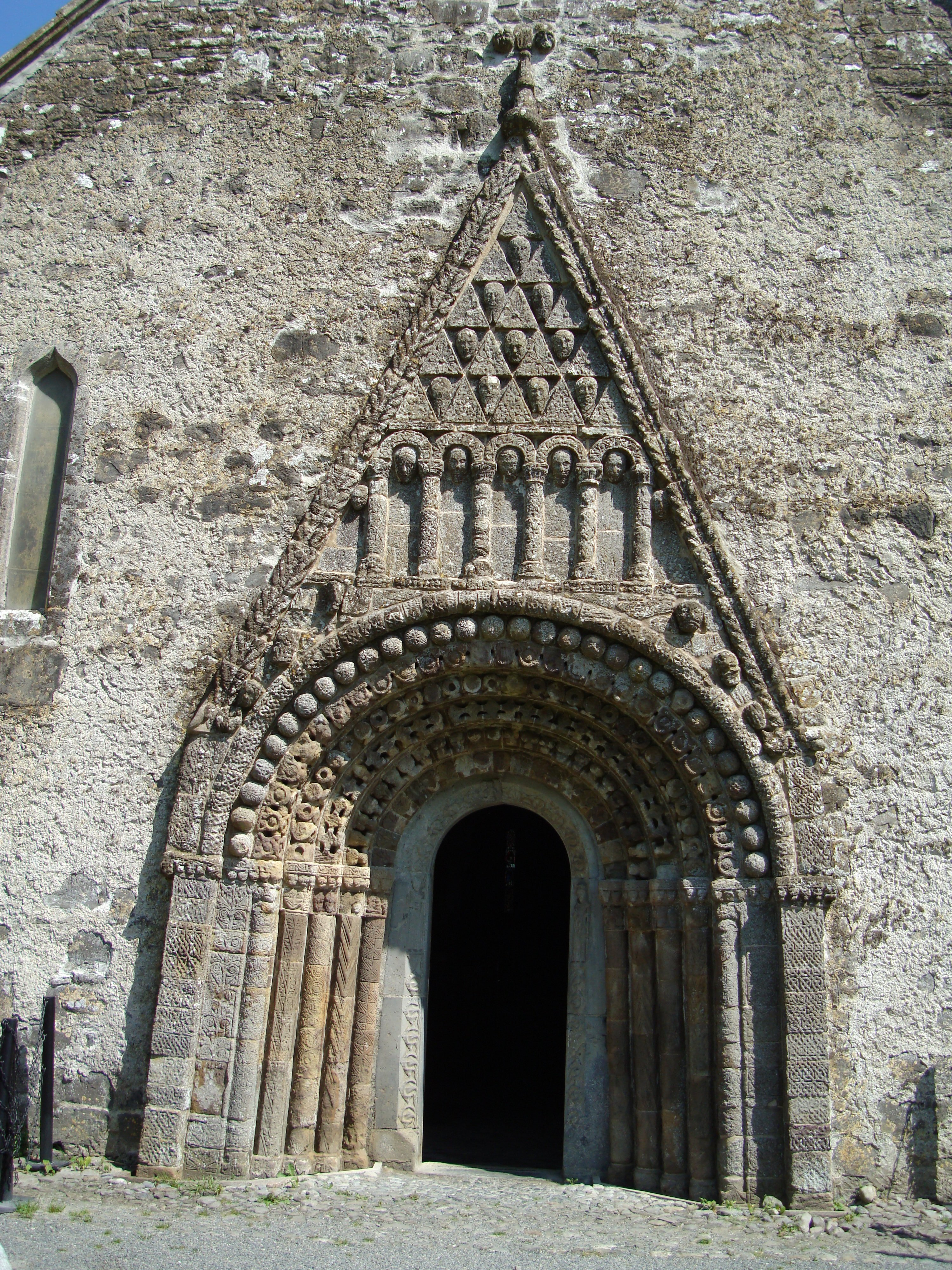
Главный вход
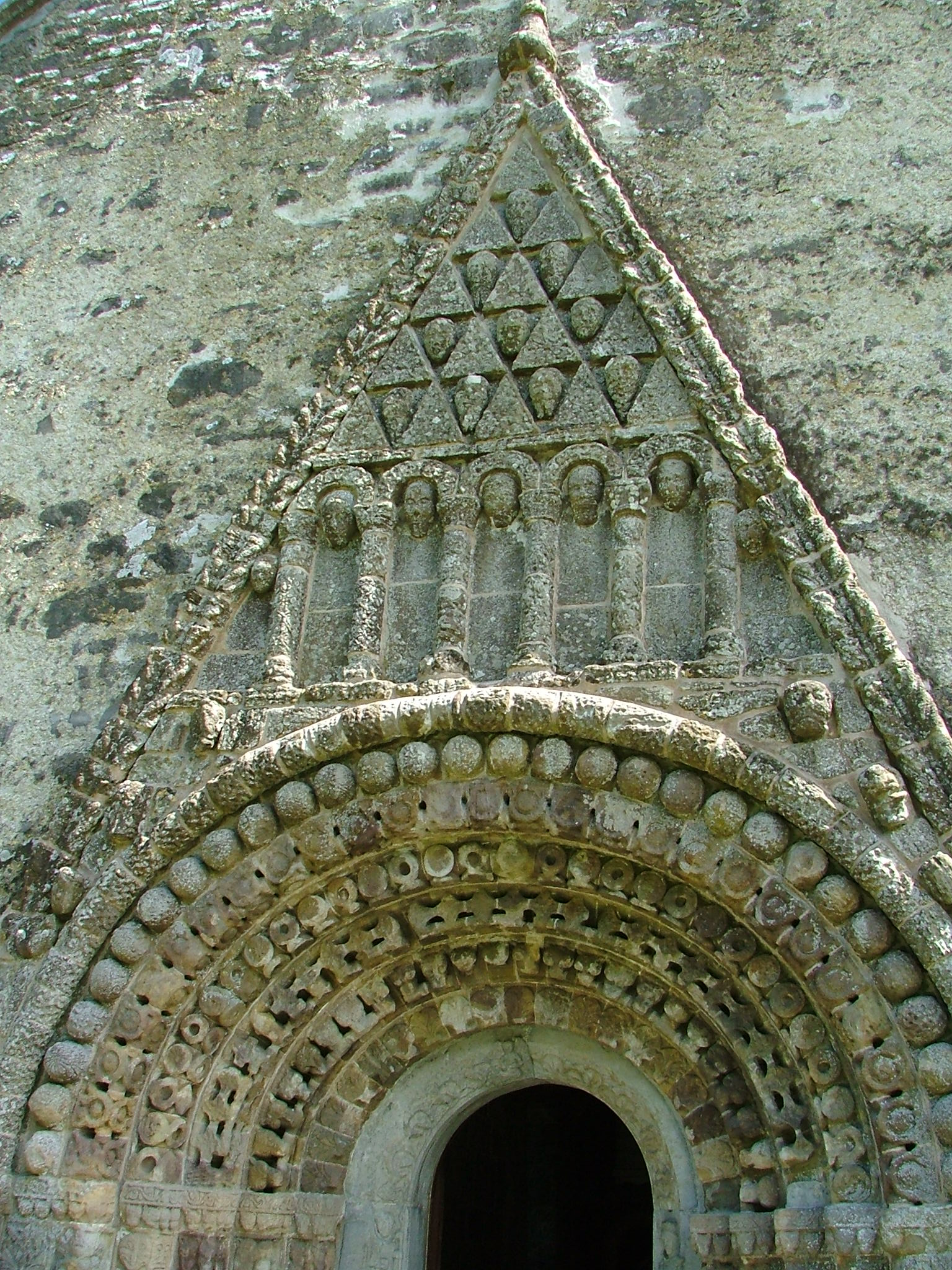
Капюшон над входом
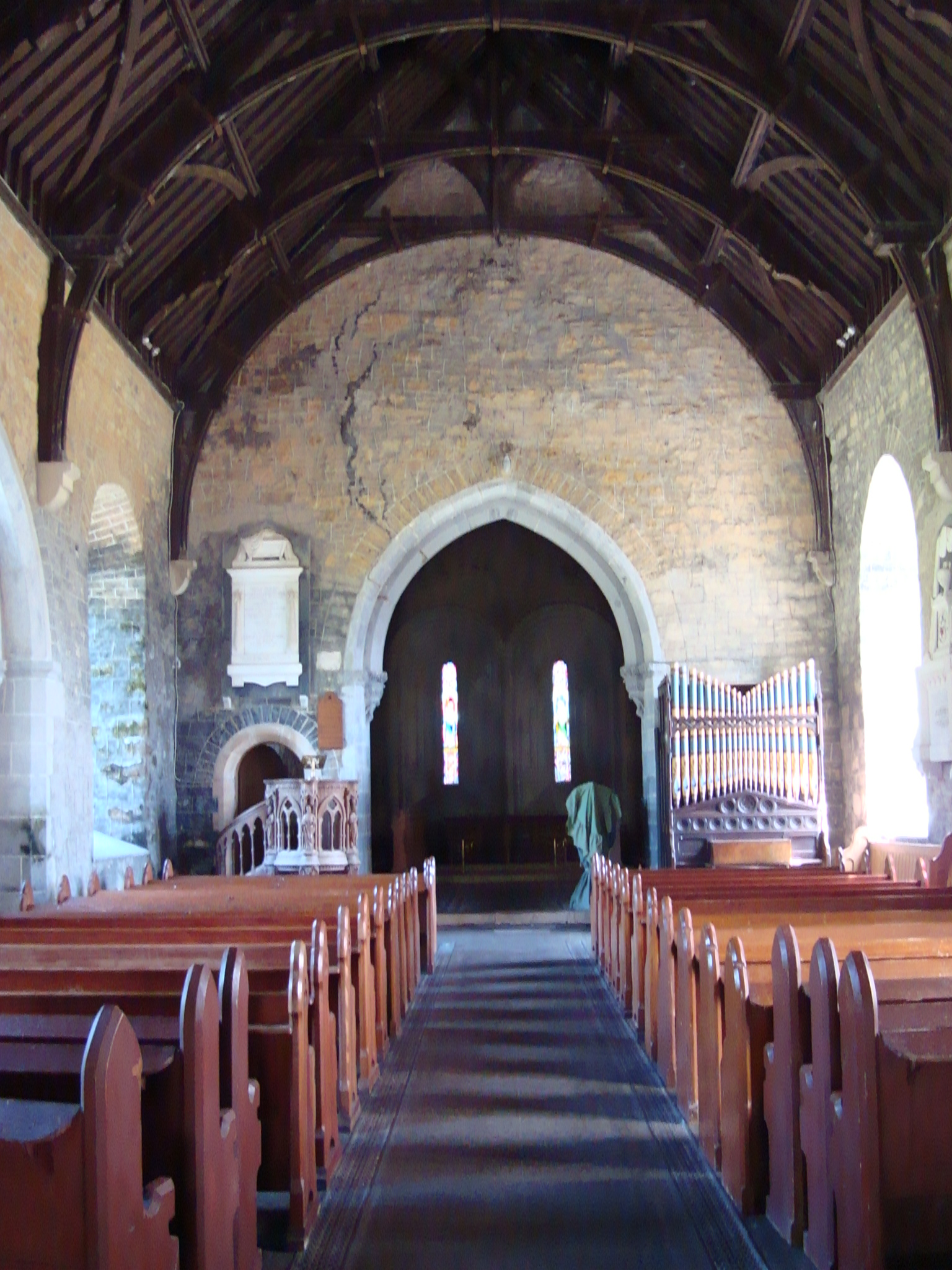
Неф
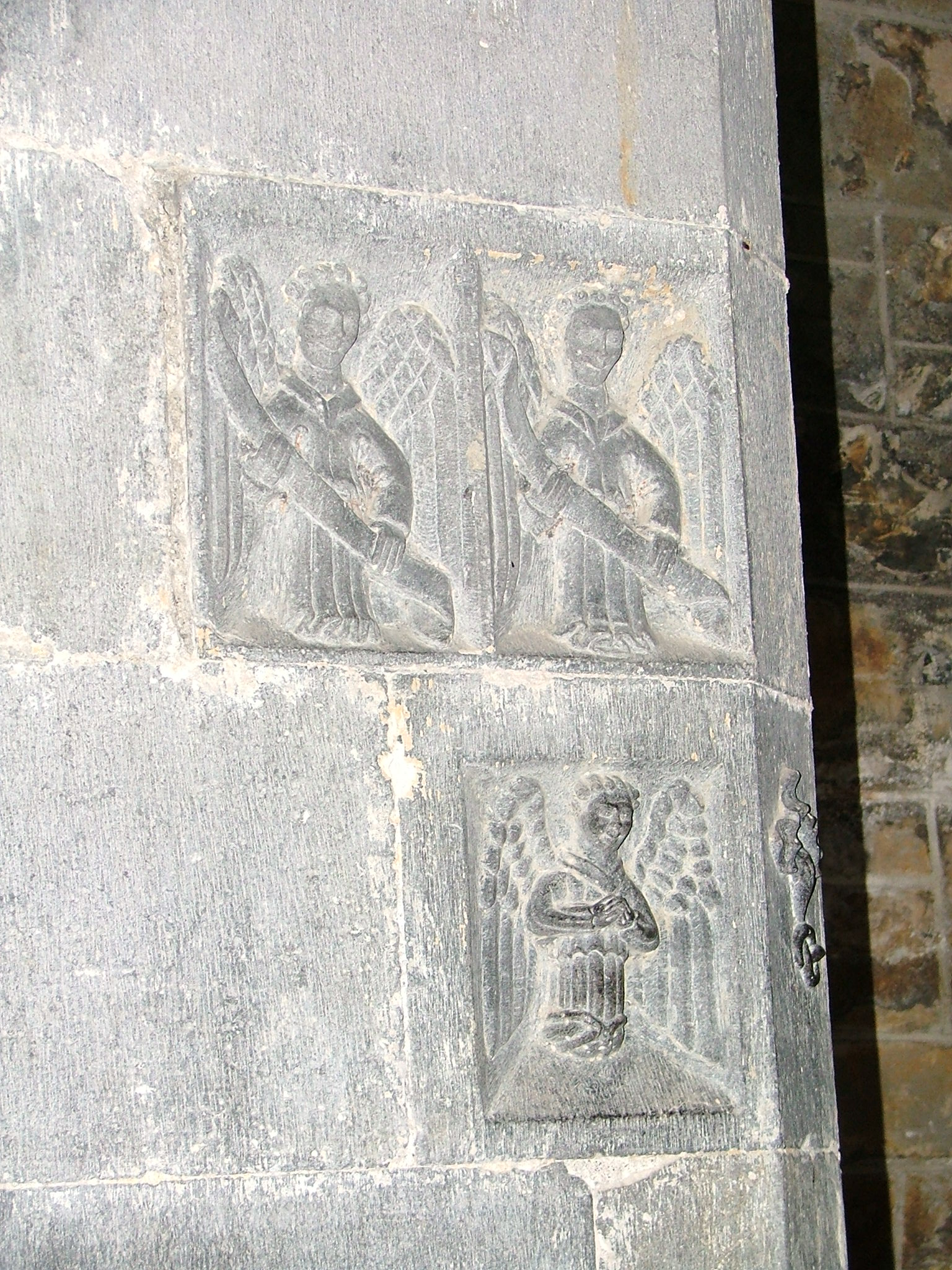
Резные изображения ангелов
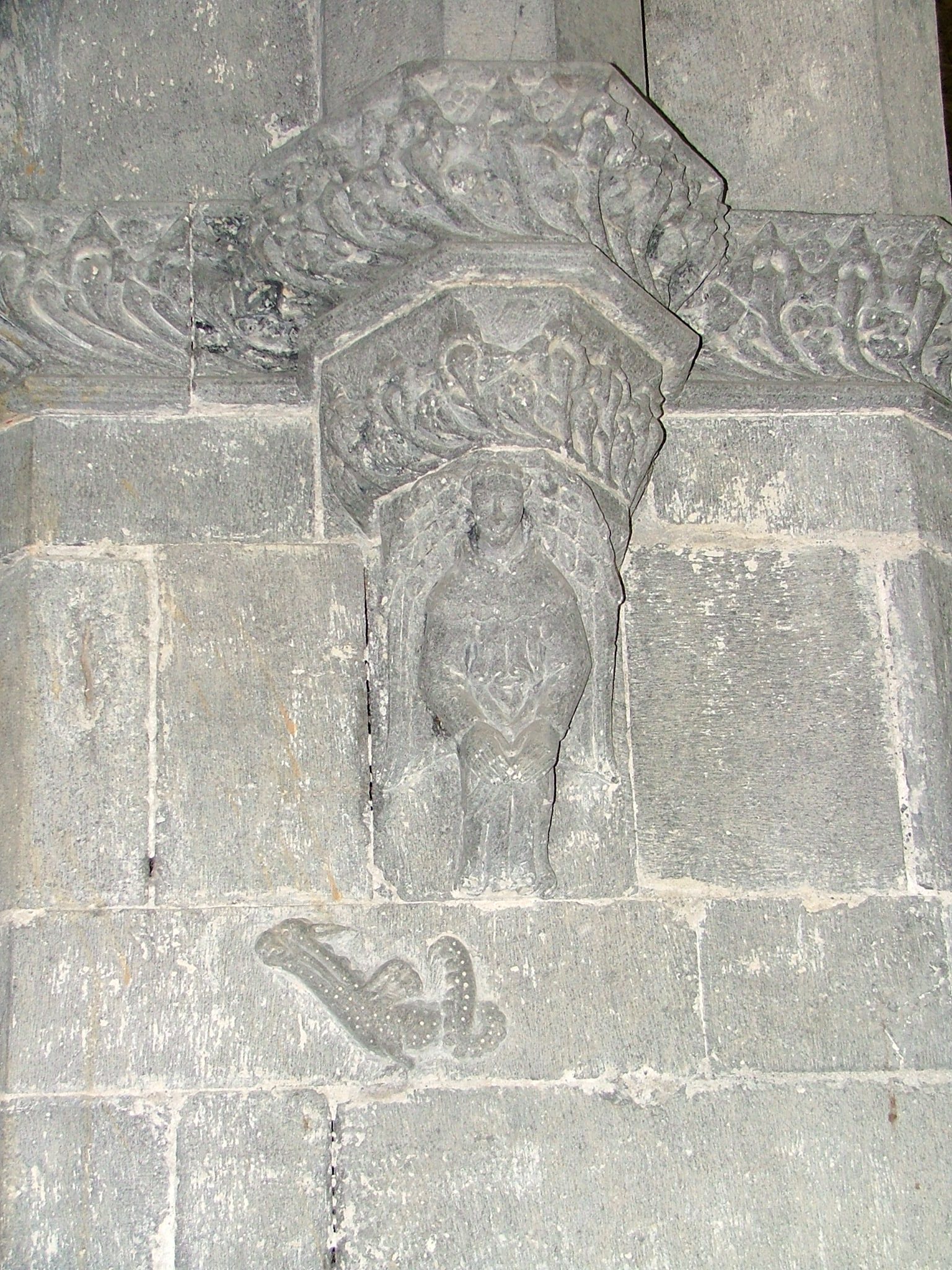
Ангел и дракон